# Itapura
Itapura is een gemeente in de Braziliaanse deelstaat São Paulo. De gemeente telt 3.941 inwoners (schatting 2009).

## Geografie

### Hydrografie
De plaats ligt aan de rivier de Tietê, die in de gemeente uitmondt in de rivier de Paraná en het  stuwmeer Jupiá. Beide rivieren maken deel uit van de gemeentegrens.

### Aangrenzende gemeenten
De gemeente grenst aan Andradina, Castilho, Ilha Solteira, Selvíria (MS) en Três Lagoas (MS).

## Religie
Het christendom is als volgt in de stad aanwezig:

### Katholieke Kerk
De katholieke kerk in de gemeente maakt deel uit van het bisdom Jales.

### Protestantse Kerk
De meest uiteenlopende evangelische overtuigingen zijn aanwezig in de stad, voornamelijk pinkstergelovigen, waaronder onder meer de Assemblies of God in Brazilië (de grootste evangelische kerk van het land) en de Christelijke Congregatie in Brazilië. Deze denominaties groeien steeds meer in heel Brazilië.